# Die Frau vom Meer

Titelseite des Manuskripts von Die Frau vom Meer

Die Frau vom Meer ist ein Schauspiel in fünf Akten, geschrieben 1888 von Henrik Ibsen. Der norwegische Originaltitel ist Fruen fra havet.

## Entstehung
Die Frau vom Meer wurde 1888 in München geschrieben.
Ibsen schrieb zu seinen ersten Aufzeichnungen:

„Die Anziehungskraft des Meeres. Die Sehnsucht nach dem Meer. Die Menschen sind verwandt mit dem Meer. Möchten dorthin zurück. Eine Fischart bildet ein Urglied in der Entwicklungsreihe. Finden sich noch Rudimente im menschlichen Gemüt? Im Gemüt einzelner Menschen? Bilder vom pulsierenden Leben im Meer und vom ‚ewig Verlorenen‘. Das Meer beherrscht die Macht der Stimmungen, eine Macht, die wie ein Wille wirkt. Das Meer kann hypnotisieren. Die Natur überhaupt kann es. Das große Geheimnis ist die Abhängigkeit des menschlichen Willens vom «Willenlosen». Sie ist draußen vom Meer gekommen, wo der Pfarrhof ihres Vaters lag. Wuchs auf da draußen – am freien, offenen Meer. Verlobte sich heimlich mit dem leichtsinnigen, jungen Steuermann – dem ausgewiesenen Seekadetten –, der wegen einer Havarie den Winter über mit seinem Schiff im Hafen lag. Mußte auf Wunsch des Vaters die Verbindung lösen …“

Die Frau vom Meer erschien am 28. November 1888 im Verlag Gyldendalske Boghandel (F. Hegel & Sohn) in Kopenhagen und Kristiania in einer Auflage von 10.000 Exemplaren. Am 12. Februar 1889 wurde das Schauspiel gleichzeitig an zwei Orten uraufgeführt: am Hoftheater in Weimar und am Christiania Theater.
Bei der norwegischen Aufführung führte Bjørn Bjørnson Regie. Die Rollen des Dr. Wangel und der Ellida spielten Sigvard und Laura Gundersen. Diese Inszenierung wurde laut einem Glückwunschtelegramm an Ibsen mit „recht außerordentlichem Beifall“ aufgenommen, und im Laufe von weniger als zwei Jahren fanden 26 Aufführungen statt.
Nach der Uraufführung wurde das Stück am Det Kongelige Teater in Kopenhagen (Premiere am 17. Februar), am Finnischen Nationaltheater in Helsinki (Premiere am 22. Februar) und am Königlichen Dramatischen Theater (Dramaten) in Stockholm (Premiere im März) aufgeführt.

## Handlung
Doktor Wangel ist Arzt in einer Kleinstadt an der Westküste Norwegens. Er lebt zusammen mit seinen zwei Töchtern aus erster Ehe, Bolette und Hilde, und seiner zweiten Frau namens Ellida, welche er nach dem Tod seiner ersten Frau heiratete. Ellida wuchs als Tochter eines Leuchtturmwärters auf dem Meer auf und hatte zusammen mit Wangel einen Sohn, der schon als Säugling starb. Ellida fühlt sich in der Ehe mit Wangel nicht wohl, bekommt keinen Bezug zu seinen Töchtern und lebt immer mehr einer Sehnsucht nach, welche sie bald preisgibt (s. nächster Absatz). Wangel hat an Bolettes ehemaligen Hauslehrer Arnholm geschrieben und ihn eingeladen, auf Besuch zu kommen, weil er glaubt, das würde Ellida guttun. Arnholm hat die Einladung jedoch missverstanden, er kommt in dem Glauben, dass Bolette auf ihn wartet, und hält am Ende des Stücks um ihre Hand an. Bolette willigt ein, ihren alten Lehrer zu heiraten, da sie darin ihre einzige Chance sieht, in die Welt hinauszukommen.
Ellida hatte vor zehn Jahren einen Seemann kennengelernt, mit welchem sie auf offener See eine Art geheime Verlobung hatte. Der Seemann musste jedoch kurz darauf fliehen, nachdem er einen Kapitän ermordet hatte. Er versprach Ellida wiederzukommen und bat sie, auf ihn zu warten. Obwohl Ellida dem Seemann in zwei Briefen eindeutig zu verstehen gab, dass sie nichts mehr von ihm wolle, zog dieser fremde Mann, der in seinen Antworten ihren Bruch mit ihm ignorierte, sie über die Jahre stetig magisch an. Der Seemann kommt mit einem englischen Dampfer zurück und will Ellida holen. Ellida kann sich nicht entscheiden, der Seemann lässt ihr die freie Wahl, entweder mitzukommen oder nie wieder von ihm etwas zu hören. Wangel hält jedoch unvermindert an ihr fest und will sie nicht ihrer eigenen Entscheidung überlassen. Schließlich sieht Wangel ein, dass er Ellida die freie Wahl lassen muss, entweder bei ihm zu bleiben oder mit dem Fremden fortzugehen. Wangel löst sein Verhältnis zu Ellida auf und gibt ihr damit die absolute Freiheit, sich zu entscheiden. Jetzt beschließt Ellida, bei ihrem Mann zu bleiben, da sie selbst entscheiden konnte und an nichts mehr gebunden war. Am Ende des Stücks spricht Ellida das erste Mal über Hilde und Bollette nun von ihren eigenen Kindern.

## Personen
- Doktor Wangel, Bezirksarzt
- Ellida, seine zweite Frau
- Bolette und Hilde, seine Töchter aus erster Ehe
- Arnholm, Oberlehrer
- Lyngstrand
- Ballested
- Ein fremder Mann
- Junge Leute aus der Stadt, Touristen, Sommergäste

## Adaption
Die amerikanische Schriftstellerin und Essayistin Susan Sontag adaptierte Ibsens Stück Die Frau vom Meer. U: Teatro Communale Ferrara 1998; DE: Deutsches Theater Berlin 2003.

## Verfilmungen
- La Dama del Mar, Argentinien, 1952 (Produktionsgesellschaft: Interamericana-Estudios-Mapol, Regisseur: Mario Soffici, Drehbuch: José Ramon luna, Rafael Garcia Ibánes, Kamera: Pablo Tabernero, Editing: Nicolas Proserpio, Vincente Castagno, Musik: Juan Ehlert, Darsteller:, Elisa:, Zully Moreno, Dr. Warren: Alberto Closas, Alonso: Roberto Airaldi, The stranger: Ernesto Bianco, Violeta: Mirta Torres, Hilda: Nina Brian, Ballester: Jesús Pampin, Don Miguel: Carlos Coto, Captain Mercante: Jacques Arndt)
- The Lady from the Sea, USA, 1911 (Produktionsgesellschaft: Thanhouser, Regisseur: Theodore Marston, Drehbuch: Theodore Marston)
- Fruen fra Havet, Norge, 1979 (Produktionsgesellschaft: NRK TV, Regisseur: Per Bronken, Darsteller: Liv Ullmann et al.)

## Opernfassungen
- Vom Meer, Musik: Alexander Muno, Libretto: Francis Hüsers. UA: 29. April 2011, Opernzelt, Heidelberg
- The Lady from the Sea, Musik: Craig Armstrong, Libretto: Zoë Strachan. UA: 29. August 2012, Edinburgh International Festival